# Кусей Хусейн
Кусей Саддам Хусейн ан-Насірі ат-Тікріті (араб. قصي صدام حسين Qusay Saddam Hussein al-Nasiri al-Tikriti; * 17 травня 1966 — пом. 22 липня 2003, Мосул) — іракський політик, воєначальник. Другий син іракського диктатора Саддама Хусейна. У 2000 році він був призначений спадкоємцем свого батька. Очолював Республіканську гвардію, підрозділ іракської армії. Кусей, його син Мустафа та брат Удей були вбиті під час американського рейду на Мосул.

## Біографія
Кусей народився в Багдаді 17 травня 1966 року в родині баасистського революціонера Саддама Хусейна, який у той час перебував у в'язниці, і його дружини і двоюрідної сестри Саджиди Тальфа.
Деякими дослідниками вважається, що Кусей зіграв певну роль у придушенні шиїтського повстання після війни в Перській затоці 1991 року, а також, що він був ініціатором осушення південних боліт Іраку. Масове знищення цих боліт поклало край багатовіковому способу життя, який панував серед шиїтських болотних арабів, які зробили водно-болотні угіддя своїм домом, і знищило середовище існування для десятків видів перелітних птахів. Уряд Іраку заявив, що ця акція була спрямована на створення придатних для використання сільськогосподарських угідь, хоча деякі сторонні особи вважають, що знищення було спрямоване проти болотних арабів як відплата за їхню участь у повстанні 1991 року.
Удая вважали очевидним спадкоємцем їхнього батька, поки він не отримав серйозних травм унаслідок замаху в 1996 році. На відміну від Удея, який був відомий екстравагантністю та непостійною, насильницькою поведінкою, Кусей тримався стримано.
Водночас, іракські дисиденти стверджували, що Кусей відповідальний за вбивство багатьох політичних активістів. The Sunday Times повідомила, що Кусей Хусейн наказав убити Халіса Мохсена ат-Тікріті, інженера організації військової індустріалізації, оскільки він вважав, що Мохсен планував покинути Ірак. У 1998 році іракські опозиційні групи звинуватили Кусея в тому, що він віддав наказ про страту тисяч політичних в'язнів, після того як сотні в'язнів були страчені таким же чином, щоб звільнити місце для нових в'язнів у переповнених в'язницях.
Приблизно з 2000 року Кусей Хусейн розпочав службу в лавах Іракської республіканської гвардії. Він мав останнє слово в багатьох військових рішеннях, якщо Саддам не втручався. Вважається, що він став наглядачем гвардії та керівником сил внутрішньої безпеки (можливо, Спеціальної безпекової організації), а також мав владу над іншими військовими формуваннями Іраку.
За кілька годин до американського вторгнення в Ірак у 2003 році Кусей вилучив приблизно 1 мільярд доларів із центрального банку в Багдаді, діючи за особистим наказом Саддама. Він прибув до банку в Багдаді о 4 годині ранку 18 березня, за кілька годин до перших ударів США, вилучив близько 900 мільйонів доларів у 100-доларових купюрах і ще 100 мільйонів доларів у євро, завантажив їх у три тягачі та поїхав. Це вважалося найбільшим пограбуванням банку в історії до 2011 року.
Після початку вторгнення Удей і Кусей були оголошені другою і третьою з найбільш розшукуваних посадових осіб режиму Саддама. На гральних картах для ідентифікації особистості вони займали місця чирвового і хрестового тузів відповідно.

### Ліквідація Кусея
22 липня 2003 року військовослужбовці 101-ї повітрянодесантної дивізії за підтримки сил спеціальних операцій вбили Кусея Хусейна, його 14-річного сина Мустафу, його старшого брата Удея Хусейна та охоронця. Ліквідація відбулася під час рейду на будинок у місті Мосул на півночі Іраку. Діючи за повідомленням, наданим напередодні Навафом аль-Зайданом, двоюрідним братом і другом Саддама Хусейна, який багато тижнів переховував чотирьох у своєму домі, команда спецназу спробувала затримати всіх, хто був у будинку в той час. Після обстрілу спецназ відійшов і викликав підкріплення. Після поранення члена оперативної групи 121 десантний підрозділ оточив будинок і обстріляв його з ракет TOW, гранатомета Mk 19, кулеметів M2 і стрілецької зброї. Приблизно після чотирьох годин бою (уся операція тривала 6 годин) солдати увійшли в будинок і знайшли тіла чотирьох убитих, у тому числі двох братів і їхнього охоронця. Були повідомлення, що четвертим знайденим загиблим був 14-річний син Кусея Хусейн Мустафа. Бригадний генерал Френк Хелмік, помічник командира 101-ї повітрянодесантної дивізії, прокоментував, що всі мешканці будинку загинули під час перестрілки ще до того, як американські війська змогли увійти.